# Helena Valentí i Petit
Helena Valentí i Petit (Barcelona, 5 de junio de 1940 - Barcelona, 8 de diciembre de 1990) fue una escritora española.

## Trayectoria
Hija de la bibliotecaria Roser Petit i Montserrat y del filólogo clásico Eduard Valentí i Fiol. Se licenció en filología románica en la Universidad de Barcelona y posteriormente, obtuvo el doctorado en la Universidad de Cambridge con una tesis sobre los hermanos Antonio y Manuel Machado.
Durante la década de 1960 y principios de la de 1970 vivió en Reino Unido, donde trabajó como profesora en la Universidad de Durham y de Cambridge.
De regreso a Cataluña en 1974, compaginó la traducción con la narrativa propia. Tradujo al catalán y al castellano autoras como Patricia Highsmith, Doris Lessing, Virginia Woolf, Charlotte Perkins o Katherine Mansfield, entre otras.
Su obra se inspira en el feminismo y la escritura anglosajona. Sus protagonistas son mujeres que viven en espacios de frontera o en los márgenes.
Durante unos años fue pareja de Gabriel Ferrater. Murió en 1990.

## Obra
- 1977 - L'amor adult.
- 1981 - La solitud d'Anna.
- 1986 - La dona errant.
- 1991 - D'esquena al mar (con introducción de Maria-Mercè Marçal).